# سوپر ماریو ۳دی ورلد
سوپر ماریو ۳دی ورلد (به ژاپنی: スーパーマリオ3Dワールド ,Sūpā Mario Surī Dī Wārudo) یک بازی ویدئویی در سبک سکوبازی و پانزدهمین قسمت از مجموعه بازی‌های سوپر ماریو است که توسط شرکت نینتندو در نوامبر ۲۰۱۳ برای کنسول وی یو منتشر شده است. این بازی ششمین نسخه ۳دی از سری ماریو به‌شمار می‌رود و مستقیماً ادامه‌ای بر نسخهٔ سوپر ماریو ۳دی لند در سال ۲۰۱۱ است. این بازی مجدداً برای نینتندو سوئیچ با نام سوپر ماریو ۳دی ورلد + خشم باوزر در ۱۲ فوریه ۲۰۲۱ عرضه شد.
در سوپر ماریو ۳دی ورلد بازیکن قادر به کنترل شخصیت‌های ماریو، لوئیجی، پرنسس پیچ و تود و همچنین رزالینا (بازشدنی) برای اولین بار از زمان برادران سوپر ماریو ۲ می‌باشد، و این دفعه به‌طور همزمان می‌توان با تمام این شخصیت‌ها بازی کرد. هر شخصیت دارای توانایی و سبک بازی منحصر به فردی می‌باشد.